# Rho2 Cephei
Rho2 Cephei (ρ2 1 Cephei, förkortat Rho2 Cep, ρ2  Cep), som är stjärnans Bayer-beteckning, är en ensam stjärna i den norra delen av stjärnbilden Cepheus. Den har en skenbar magnitud på +5,50 och är svagt synlig för blotta ögat där ljusföroreningar ej förekommer. Baserat på parallaxmätningar i Hipparcos-uppdraget på 13,3 mas beräknas den befinna sig på ca 245 ljusårs (75 parsek) avstånd från solen. Stjärnan bildar ett optiskt par med den svagare stjärnan Rho1 Cephei.

## Egenskaper
Rho2 Cerphei är en blå till vit stjärna i huvudserien av spektralklass A3 V. Den har en massa som är ca 2,2 gånger solens massa, en radie som är ca 2,3 gånger större än solens och utsänder ca 32 gånger mera energi än solen från dess fotosfär vid en effektiv temperatur på ca 8 500 K.